# Гексацианоферрат(II) магния
Гексацианоферрат(II) магния — неорганическое соединение,
соль магния и железистосинеродистой кислоты 
с формулой Mg2[Fe(CN)6],
хорошо растворяется в воде,
образует кристаллогидраты — жёлтые кристаллы.

## Получение
- Нейтрализация железистосинеродистой кислоты карбонатом магния:

{\displaystyle {\mathsf {2MgCO_{3}+H_{4}[Fe(CN)_{6}]\ {\xrightarrow {}}\ Mg_{2}[Fe(CN)_{6}]+2CO_{2}\uparrow +2H_{2}O}}}

## Физические свойства
Гексацианоферрат(II) магния образует
кристаллогидраты состава Mg2[Fe(CN)6]•n H2O (n = 10, 12) — жёлтые кристаллы, которые теряют воду при 200°С.
Растворяется в воде.